# Muggensturm

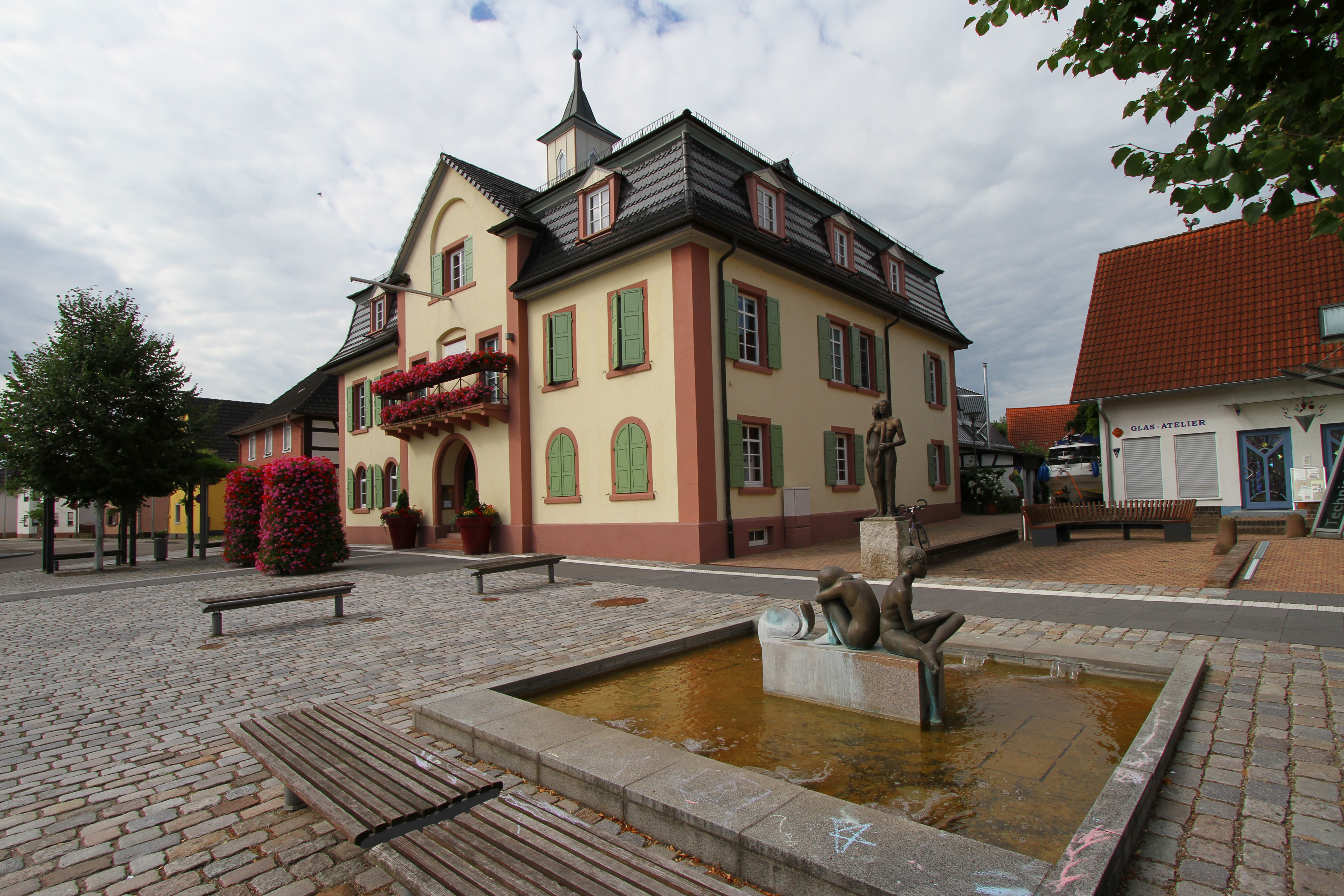

Muggensturm es un municipio alemán perteneciente al distrito de  Rastatt en el estado federado de Baden-Wurtemberg. Tiene unos 6.400 habitantes y el territorio municipal comprende 1.156 ha. Está ubicado en el centro de la llanura del Rin a aproximadamente igual distancia de Karlsruhe al norte y Baden-Baden al sur.